# قسموس صغير الرأس
قسموس صغير الرأس (الاسم العلمي:Cosmos microcephalus) هو نوع من النباتات يتبع جنس القسموس من الفصيلة النجمية.